# آراگویسپیری
آراگویسپیری (به لاتین: Aragvispiri) یک منطقهٔ مسکونی در گرجستان است که در شهرداری دوشتی واقع شده‌است. آراگویسپیری ۹۰۷ نفر جمعیت دارد و ۷۰۰ متر بالاتر از سطح دریا واقع شده‌است.